# Dieudonné Niangouna
Dieudonné Niangouna (geb. 13. Februar 1976 in Brazzaville) ist ein kongolesischer Dramatiker, Regisseur und Bühnenbildner. Er gilt als einer der bedeutendsten französischsprachigen Gegenwartsautoren.

## Leben
Niangounas Großmutter Bakouka Louise, eine Heilerin und Geschichtenerzählerin, beeinflusste ihn früh, und wie er in seinem Stück Le Kung Fu später geschildert hat, inspirierten ihn die Kung-Fu-Filme seines Vaters zu seinem Interesse an Kunst. Im Jahr 1997 gründete Niangouna gemeinsam mit seinem Bruder die Compagnie Les Bruits de la Rue, die sich mit der Gewalt, dem Bürgerkrieg und der Kolonialgeschichte in der Republik Kongo auseinandersetzte. Niangouna lebt heute in Brazzaville und Paris.

## Wirken
Niangouna gilt als sprach- und bildgewaltiger Erzähler, dessen Texte die französische Hochsprache sowie Slang und traditionelle Mythen der Lari miteinander verbinden. Er war Teilnehmer des Festivals von Avignon. Mit der Uraufführung des Stückes Phantom im Kleinen Haus des Berliner Ensembles im Jahr 2018 zeigte Niangouna erstmals eine Arbeit in Berlin. Hierin spielte Bettina Hoppe die Rolle der Maria. Sein Stück Portrait Désir, das sich der Rolle der Frau und dem Widerstand gegen den Kolonialismus widmet, wurde 2022 in Bobigny uraufgeführt und erlebte 2023 die Deutschlandpremiere am Künstlerhaus Mousonturm in Frankfurt am Main.